# 트레비소도
트레비소도(이탈리아어: Provincia di Treviso)는 이탈리아 베네토주의 도이다. 도청 소재지는 트레비소이다. 면적은 2,477 km2, 인구는 886,886(2010)이다.